# Secrétariat à l'Intérieur du Mexique
Le secrétariat à l'Intérieur (en espagnol : Secretaría de Gobernación, SEGOB) du Mexique est l'un des départements ministériels du Cabinet du président du Mexique dont l'existence est spécifiée dans la Loi organique de l'administration publique fédérale. Il doit veiller à l'application des principes constitutionnels et conduit la politique intérieure. C'est l'équivalent d'un ministère de l'Intérieur. Il est chargé des relations entre le pouvoir exécutif et les autres pouvoirs de la Fédération, les gouvernements des États et les autorités municipales. Il coordonne les actions de protection civile et de sécurité nationale.
Le portefeuille est considéré comme une antichambre de la présidence du Mexique car, durant la domination du Parti révolutionnaire institutionnel, de nombreux ministres de l'Intérieur furent choisis comme candidats successeurs par le président en exercice : Plutarco Elías Calles, Emilio Portes Gil, Lázaro Cárdenas del Río, Miguel Alemán Valdés, Adolfo Ruiz Cortines, Gustavo Díaz Ordaz, Luis Echeverría Álvarez, Francisco Labastida Ochoa. Seul le dernier n'a pas été élu, concédant la défaite au candidat du Parti action nationale en 2000.

## Fonctions
La loi organique de l'administration publique fédérale définit 32 attributions au secrétariat de l'Intérieur plus celles que lui confèrent explicitement la loi.
- Présenter devant le Congrès de l'Union les projets de loi et les décrets.
- Publier les lois et décrets votées par les chambres, les règlements issus du président de la République, ainsi que les résolutions et dispositions que la loi imposent d'être publiées au Journal officiel de la Fédération.
- Administrer et publier le Journal officiel de la Fédération.
- Compiler et informatiser les lois, traités internationaux, règlements, décrets, accords et dispositions de la Fédération, des États et des communes, ainsi qu'établir la base de données correspondante afin de fournir une information électronique.
- Favoriser le développement politique, contribuer au renforcement des institutions démocratiques, promouvoir la participation citoyenne active et favoriser les conditions permettant la construction d'accords politiques et de consensus sociaux pour maintenir les conditions de gouvernabilité démocratique.
- Établir et opérer un système de recherche et d'information qui contribue à préserver l'intégrité, la stabilité et la durabilité de l'État.
- Contribuer à soutenir l'unité nationale, à préserver la cohésion nationale et à fortifier les institutions du gouvernement.

### Actions de politique
| Les actions de politique générale du secrétariat sont - Formuler et conduire la politique de la population. - Mener la politique intérieure de l'exécutif qui n'est pas explicitement attribuée à un autre secrétariat. - Exercer le droit d'expropriation pour une raison d'utilité publique dans les cas où elle n'incombe pas à un autre secrétariat. - Formuler, normaliser, coordonner et surveiller les politiques d'appui à la participation de la femme dans les divers cadres du développement, ainsi que favoriser la coordination entre institutions pour réaliser des programmes spécifiques. - Orienter, autoriser, coordonner, superviser et évaluer les programmes de communication sociales des différentes dépendances du secteur public fédéral - Formuler, réguler et mener la politique de communication sociale du Gouvernement fédéral et les relations avec les médias. - Mener les relations politiques du pouvoir exécutif avec les partis et groupements politiques nationaux, les organisations sociales et les associations religieuses. Ses attributions surveillance relatives aux principes démocratiques, à l'ordre public et à la protection civile sont - Surveiller l'application des principes constitutionnels de la part des autorités, en particulier en ce qui concerne les garanties individuelles et dicter les mesures administratives nécessaires à cet effet. - Surveiller l'application des dispositions légales en matière d'information d'intérêt public. - Surveiller l'application des dispositions constitutionnelles et légales en matière de culte public, Églises, groupements et associations religieuses. - Surveiller que les médias respectent les limites de la vie privée, de la paix et la morale publiques, de la dignité personnelle et n'attaquent pas les droits de tiers, ni ne provoquent la perpétration d'un délit ou troublent l'ordre public. - Compiler et ordonner les normes qui imposent des modalités, dictées par l'intérêt public, à la propriété privée. - Mener et appliquer, en coordination avec les autorités des États, du district fédéral et des communes, ainsi qu'avec les autres entités de l'Administration publique fédérales, les politiques et programmes de protection civile de l'exécutif | Le secrétariat de l'Intérieur se voit chargé de la gestion des institutions fédérales suivante - Gérer le service national d'identité. - Gérer le fichier de signatures des fonctionnaires fédéraux et des gouverneurs d'États et légaliser les signateurs d'iceux. - Administrer les Archives générales de la Nation. - Opérer l'agence de presse de l'exécutif fédéral. Le secrétariat est chargé d'intervenir dans les procédures de nominations de fonctionnaires - Gérer les procédures relatives aux nominations, démissions et autorisations d'absence des juges de la Cour suprême et les conseillers de la magistrature fédérale. - Gérer les procédures relatives aux nominations, destitutions, démissions et autorisations d'absence des ministres, chef de département administratif de l'exécutif fédéral et du Procureur général de la République. - Intervenir dans les admissions, approbation, nominations, destitutions, démissions et départs à la retraite de fonctionnaires, sauf pour ceux que la loi attribuent à d'autres services. Ses attributions relatives aux relations avec les autres organes de l'État sont - Mener les relations du pouvoir exécutif avec les autres pouvoirs de la fédération, les organes constitutionnels autonomes, les gouvernements des entités de la fédération (États et district fédéral) et ceux des communes. - Mener les relations du pouvoir fédéral avec le Tribunal fédéral de conciliation et arbitrage des travailleurs au service de l'État. Les autres attributions sont - Gérer les procédures relatives à l'application de l'article 33 de la Constitution. - Administrer les îles de juridiction fédérale, sauf celles dont la loi confère l'administration à un autre secrétariat ou entité. - Fixer le calendrier officiel. - Réguler, autoriser et surveiller les jeux d'argent. |

## Liste des secrétaires
| - Gouvernement Antonio López de Santa Anna - (1853 - 1853) : Manuel Díez de Bonilla - (1853 - 1855) : Ignacio Aguilar - Gouvernement Martín Carrera - (1855 - 1855) : José Guadalupe Martínez - Gouvernement Rómulo Díaz de la Vega - (1855 - 1855) : José Guadalupe Martínez - Gouvernement Juan Nepomuceno Álvarez - (1855 - 1855) : José Guadalupe Martínez - (1855 - 1855) : Francisco de P. Cendejas - Gouvernement Ignacio Comonfort - (1855 - 1855) : Francisco de P. Cendejas - (1855 - 1857) : José María Lafragua - (1857 - 1857) : Ignacio de la Llave - (1857 - 1857) : Jesús Terán Peredo - (1857 - 1857) : Francisco del P. Cendejas - (1857 - 1857) : José María Cortés y Esparza - (1857 - 1857) : Benito Juárez García - (1857 - 1858) : José María Cortés y Esparza - Gouvernement Félix María Zuloaga - (1858 - 1858) : Hilario Elguero - (1858 - 1859) : Juan Manuel Fernández de Jáuregui - Gouvernement Manuel Robles Pezuela - (1859 - 1859) : Juan Manuel Fernández de Jáuregui - Gouvernement José Mariano Salas - (1859 - 1859) : Juan Manuel Fernández de Jáuregui - Gouvernement Miguel Miramón - (1859 - 1859) : Ignacio Anievas - (1859 - 1859) : Teófilo Marín - (1859 - 1859) : Antonio Corona - (1860 - 1860) : José Ignacio de Anievas - (1860 - 1860) : Isidro Díaz - Gouvernement José Ignacio Pavón - (1859 - 1859) : José Ignacio Anievas - Gouvernement Maximilien Ier - (1864 - 1864) : José María González de la Vega - (1864 - 1865) : José María Cortés Esparza - (1865 - 1866) : José María Esteva - (1866 - 1867) : José Salazar Ilarregui - (1867 - 1867) : Teófilo Marín - (1867 - 1867) : José María Iribarren - Gouvernement Benito Juárez - (1858 - 1858) : Manuel Ruíz - (1858 - 1858) : Melchor Ocampo - (1858 - 1858) : Santos Degollado Sánchez - (1858 - 1858) : Ignacio de la Llave - (1858 - 1859) : Melchor Ocampo - (1859 - 1860) : Ignacio de la Llave - (1860 - 1861) : Manuel Ruíz - (1861 - 1861) : José Manuel de Emparan - (1861 - 1861) : Ignacio de la Llave - (1861 - 1861) : Pedro Ogazón - (1861 - 1861) : Francisco Zarco - (1861 - 1861) : León Guzmán - (1861 - 1861) : Manuel María de Zamacona - (1861 - 1861) : Juan José de la Garza - (1861 - 1862) : Manuel Doblado - (1862 - 1862) : Jesús Terán - (1862 - 1862) : Manuel Doblado - (1862 - 1863) : Juan Antonio de la Fuente - (1863 - 1863) : Manuel Doblado - (1863 - 1863) : Sebastián Lerdo de Tejada - (1867 - 1868) : Sebastián Lerdo de Tejada - (1868 - 1868) : Ignacio L. Vallarta - (1868 - 1869) : José María Iglesias - (1869 - 1871) : Manuel Saavedra - (1871 - 1872) : José María Castillo Velasco - (1872 - 1872) : Cayetano Gómez y Pérez | - Gouvernement Sebastián Lerdo de Tejada - (1876 - 1876) : Cayetano Gómez Pérez - (1876 - 1876) : Juan José Baz - Gouvernement Porfirio Díaz - (1876 - 1877) : Protasio Tagle - (1877 - 1879) : Trinidad Garcia Brito - (1879 - 1880) : Eduardo Pankhurst - (1880 - 1880) : Felipe Berrilozabal - (1884 - 1895) : Manuel Romero Rubio - (1895 - 1903) : Manuel González Cosío - (1903 - 1911) : Ramón Corral - Gouvernement Francisco León de la Barra - (1911 - 1911) : Emilio Vázquez Gómez - (1911 - 1911) : Alberto García Granados - Gouvernement Francisco I. Madero - (1911 - 1912) : Abraham González Casavantes - (1912 - 1912) : Jesús Flores Magón - (1912 - 1913) : Rafael Hernández - Gouvernement Victoriano Huerta - (1913 - 1913) : Alberto García Granados - (1913 - 1913) : Aureliano Urrutia - (1913 - 1913) : Manuel Garza Aldape - (1913 - 1914) : Ignacio Alcocer - Gouvernement Francisco Carvajal - (1914 - 1914) : José María Luján - Gouvernement Venustiano Carranza - (1914 - 1914) : Eliseo Arredondo - (1914 - 1915) : Rafael Zubaran Capmay - (1915 - 1915) : Jesús Acuña - (1915 - 1915) : Adolfo de la Huerta - (1917 - 1917) : Jesus Acuña - Gouvernement Adolfo de la Huerta - (1920 - 1920) : Gilberto Valenzuela - (1920 - 1920) : José Inociencio Lugo - Gouvernement Álvaro Obregón - (1920 - 1923) : Plutarco Elías Calles - (1923 - 1923) : Gilberto Valenzuela - (1923 - 1924) : Enrique Colunga - (1924 - 1924) : Romeo Ortega - Gouvernement Plutarco Elías Calles - (1924 - 1925) : Romeo Ortega - (1925 - 1925) : Gilberto Valenzuela - (1925 - 1928) : Adalberto Tejeda - (1928 - 1928) : Gonzalo Vázquez Vela - (1928 - 1928) : Emilio Portes Gil - Gouvernement Emilio Portes Gil - (1928 - 1930) : Felipe Canales - Gouvernement Pascual Ortiz Rubio - (1930 - 1930) : Emilio Portes Gil - (1930 - 1931) : Carlos Riva Palacio - (1931 - 1931) : Octavio Mendoza González - (1931 - 1931) : Lázaro Cárdenas del Río - (1931 - 1932) : Manuel C. Téllez - (1932 - 1934) : Juan José Ríos - Gouvernement Abelardo L. Rodríguez - (1932 - 1934) : Eduardo Vasconcelos (en) - (1934 - 1934) : Narciso Bassols - (1934 - 1934) : Juan D. Cabral - Gouvernement Lázaro Cárdenas del Río - (1934 - 1935) : Juan de Dios Bojórquez - (1935 - 1936) : Silvano Barba González - (1936 - 1938) : Silvestre Guerrero - (1938 - 1940) : Ignacio García Téllez - Gouvernement Manuel Ávila Camacho - (1940 - 1945) : Miguel Alemán - (1945 - 1946) : Primo Villa Michel | - Gouvernement Miguel Alemán - (1946 - 1948) : Héctor Pérez Martínez - (1948 - 1848) : Ernesto P. Uruchurtu - (1948 - 1951) : Adolfo Ruiz Cortines - (1951 - 1952) : Ernesto P. Uruchurtu - Gouvernement Adolfo Ruiz Cortines - (1952 - 1958) : Ángel Carvajal Bernal - Gouvernement Adolfo López Mateos - (1958 - 1963) : Gustavo Díaz Ordaz - (1963 - 1964) : Luis Echeverría Álvarez - Gouvernement Gustavo Díaz Ordaz - (1964 - 1969) : Luis Echeverría Álvarez - (1969 - 1970) : Mario Moya Palencia - Gouvernement Luis Echeverría - (1970 - 1976) : Mario Moya Palencia - Gouvernement José López Portillo - (1976 - 1979) : Jesús Reyes Heroles - (1979 - 1982) : Enrique Olivares Santana - Gouvernement Miguel de la Madrid - (1982 - 1988) : Manuel Bartlett Díaz - Gouvernement Carlos Salinas de Gortari - (1988 - 1993) : Fernando Gutiérrez Barrios - (1993 - 1994) : Patrocinio González Garrido - (1994 - 1994) : Jorge Carpizo McGregor - Gouvernement Ernesto Zedillo - (1994 - 1995) : Esteban Moctezuma - (1995 - 1998) : Emilio Chuayffet - (1998 - 1999) : Francisco Labastida Ochoa - (1999 - 2000) : Diódoro Carrasco Altamirano - Gouvernement Vicente Fox - (2000 - 2005) : Santiago Creel - (2005 - 2006) : Carlos Abascal Carranza - Gouvernement Felipe Calderón Hinojosa - (2006 - 2008) : Francisco Javier Ramírez Acuña - (2008 - 2008) : Juan Camilo Mouriño Terrazo - (2008 - 2010) : Fernando Gómez - Mont Urueta - (2010 - 2011) : Francisco Blake Mora - (2011 - 2011) : Alejandro Poiré Romero - Gouvernement Enrique Peña Nieto - (2012 - 2018) : Miguel Ángel Osorio Chong - (2018) : Alfonso Navarrete Prida - Gouvernement Andrés Manuel López Obrador - (2018-2021) : Olga Sánchez Cordero - (2021-2023) : Adán Augusto López - (2023-2024) : Luisa María Alcalde - Gouvernement Claudia Sheinbaum - (depuis 2024) : Rosa Icela Rodríguez |